# Coccoloba johnstonii
Coccoloba johnstonii är en slideväxtart som beskrevs av Richard Alden Howard. Coccoloba johnstonii ingår i släktet Coccoloba och familjen slideväxter. Inga underarter finns listade i Catalogue of Life.